# 弗里登韦勒
弗里登韦勒是德国巴登-符腾堡州的一个市镇。总面积27.08平方公里，总人口1923人，其中男性960人，女性963人（2011年12月31日），人口密度71人/平方公里。